# Исмагилов, Загир Гарипович
Заги́р Гари́пович Исмаги́лов (баш. Исмәғилев Заһир Ғариф улы; 26 декабря 1916  [8 января 1917], Серменево, Оренбургская губерния — 30 мая 2003, Уфа) — башкирский советский композитор, педагог, музыкально-общественный деятель. Народный артист СССР (1982).

## Биография
Родился 26 декабря 1916 (8 января 1917) в деревне Верхнее Серменево (ныне — Серменево, Белорецкого района Башкортостана, Россия) в семье лесоруба, где было ещё три брата и сестра, умершая в 1921 году от тифа.
Учился в селе Нижне-Серменево в башкирской школе-семилетке. С ранних лет увлекался национальной музыкой, играл на курае. В 1932 году поступил учиться в Инзерский лесохимический техникум. Окончив его досрочно, стал работать в Белорецком леспромхозе таксатором. В 1934 году в Белорецк на гастроли приехал Башкирский театр драмы. Загир заменил в спектакле заболевшего артиста-кураиста.
А. Мубаряков, артист театра, пригласил его принять участие в работе драматического театра Уфы, где он по вечерам выступал в качестве кураиста, пробовал силы в качестве драматического артиста, а днём обучался в студии для одарённой молодёжи при Башкирском театре драмы, которую окончил в 1937 году.
В 1937 году поступил учиться в башкирскую национальную студию при Московской консерватории им. П. И. Чайковского (педагог В. А. Белый).
Во время Великой Отечественной Войны работал в Уфе, участвовал в концертах фронтовых бригад, писал песни патриотического содержания.
После завершения обучения в студии в 1948 году, поступил на композиторский факультет Московской консерватории, которую закончил в 1954 году по классу композиции В. Г. Фере. Дипломная работа — опера «Салават Юлаев».
Творчество композитора масштабно. Огромный вклад внёс в развитие национальной оперы, камерно-вокальной, хоровой и инструментальной музыки. Идейная направленность и тематика произведений созвучна времени и отражает гражданско-патриотическую, национальную направленность творчества, утверждающую темы дружбы и любви. В своём творчестве продолжает развивать традиции классиков русской музыкальной культуры, их исторических и музыкально-драматических концепций (М. Глинка, М. Мусоргский, Н. Римский-Корсаков, А. Бородин).
Тяготел к национально-исторической тематике в операх, воплощению образов известных исторических личностей, выдвинувшихся из числа башкир, драматических и бытовых коллизий жизни простого человека. Среди них историко-героическая опера «Салават Юлаев», повествующая о национальном герое, героико-эпические оперы «Послы Урала», затрагивающая тему воссоединения башкир с Россией, и «Кахым-Туря», где героем является военачальник, под предводительством которого башкиры отважно сражались против Наполеона (1812). В центре оперы «Акмулла» — образ башкирского поэта-просветителя XIX века. К разновидности лирико-драматических сочинений относятся оперы «Шаура» и «Волны Агидели», бытовые музыкальные комедии «Кодаса» («Свояченица») и «Алмакай».
Внёс значительный вклад в развитие жанра национальной хоровой кантаты, оратории, цикла («Я — россиянин», «Слово матери» и др.), симфонической музыки (Концерт и Концертино для фортепиано с оркестром, «Праздничная увертюра», Симфоническая сюита). Свыше 300 песен и романсов составляли камерно-вокальную сферу интересов композитора. Был одним из ведущих композиторов-песенников, продолжающих развивать традиции русского романса и бытовой песни. В них нашли воплощение тонкие субъективно-лирические настроения, зарисовки природы, юмористические жанровые сценки: «Лети, мой гнедой» (сл. Н. Идельбая), «Соловей» (сл. Я. Кулмыя), «Котелок» (ст. Н. Наджми), «Чай грузинский, мёд башкирский» (сл. С. Кудаша) и др.
Выступал продолжателем музыкально-стилистических традиций романтизма, господствующей в его творчестве стала сфера лирической экспрессии в самых различных своих проявлениях. Музыкально-стилистической основой сочинений композитора стал башкирский фольклор, определивший песенно-вокальную природу его творчества, диатонический склад мелодического мышления, синтезирующего пентатонику, натуральные диатонические лады и вариантно-вариационные приемы развития с европейской ладотональной системой, гармонией, полифонией.
Произведения композитора исполнялись в России, бывших национальных республиках СССР и за рубежом (Болгария, Китай, Румыния, Северная Корея, Югославия, Эфиопия), постоянно издавались и записывались на грампластинках всесоюзной фирмы «Мелодия», имеются в фондовых записях Всесоюзного, башкирского радио и телевидения.
Первый ректор и создатель Уфимского института искусств (1968—1988) (доцент с 1973 года, профессор с 1977).
Член Союза композиторов СССР с 1942 года. B 1941—1944 годах — ответственный секретарь, в 1954—1978 — председатель Союз композиторов Башкирской АССР, секретарь Союза композиторов РСФСР (с 1960).
Член ВКП(б) с 1943 года. Председатель Верховного Совета Башкирской АССР 6-8-го созывов.
Скончался 30 мая 2003 года в Уфе после продолжительной болезни. Похоронен на Магометанском кладбище в Уфе.

### Семья
- Дочь — Лейла Загировна Исмагилова (род. 1946), башкирский композитор, заслуженный деятель искусств РФ (1998) и Башкирской АССР (1984), член Союза композиторов России (СССР) и Республики Башкортостан (РБ), лауреат премии Союза композиторов России имени Д. Шостаковича (1983). Председатель Союза композиторов РБ (с 2013 года).
- Дочь — Гюзель Загировна Исмагилова, филолог
  - Внук — Таир Гаярович Исмагилов
- Дочь — Тансулпан Загировна Исмагилова, педагог
- Супруга — Масюфа Хасяновна Бадяутдинова-Исмагилова (1921—2015)

## Награды и звания
- Заслуженный деятель искусств РСФСР (1955)[2]
- Народный артист Башкирской АССР (1963)
 [3]
- Народный артист РСФСР (1968)
- Народный артист СССР (1982)[1]
- Заслуженный работник культуры Башкирской АССР (1984)
- Государственная премия РСФСР имени М. И. Глинки (1973) — за оперу «Волны Агидели» (1972) и цикл хоров «Слово матери» (1972)
- Республиканская премия имени Салавата Юлаева (первый лауреат, 1967) — за сборник «Новые песни»
- Премия имени М. Акмуллы (1996, за оперу «Акмулла»)
- Орден «За заслуги перед Отечеством» IV степени (1997)
- Орден Ленина (1971)
- Орден Октябрьской Революции (1987)
- Орден Трудового Красного Знамени (1967)
- Орден Дружбы народов (1977)
- Орден «Знак Почёта» (1949)
- Медали
- Почётный гражданин Уфы (1997)
- Почётный академик Академии наук Республики Башкортостан (1998).

## Произведения
Оперы
- «Салават Юлаев» (1955), «Кахым-Туря», «Шаура» (1963), «Волны Агидели» (1972, первое название — «Гюльзифа» (1967)), «Послы Урала» (1982), «Акмулла» (1986) (все поставлены в Башкирском театре оперы и балета)

Балеты
- «Журавлиная песнь» (1944, совместно со Л. Б. Степановым), «Зия-Курмыш» (рабочее название, не издан) (1973)

Бытовые музыкальные комедии
- «Кодаса» («Свояченица») (1959), «Алмакай» (1990)

Кантаты
- «Письмо» (сл. М. Карима, 1952), «О Ленине» (сл. Р. Нигмати, 1959), «Ленину славу поём» (сл. К. Даяна, 1970), «Я — россиянин» (1973);

Хоры
- Цикл хоров «Слово матери» (сл. Р. Назарова, 1972)

Песни и романсы
- Более 200, среди них «Песня батыров» (сл. Н. Наджми), «Генерал Шаймуратов» (сл. К. Даяна), «Лети, мой гнедой» (сл. Н. Идельбая), «Слава тебе, Башкортостан» (сл. Р. Нигмати), популярные шуточные песни «Котелок» (сл. Н. Наджми), «Чай грузинский, мёд башкирский» (сл. С. Кудаша), лирические песни и романсы «Соловей» (сл. Я. Кулмыя), «Не забыть мне долин гор Уральских» (сл. Г. Зайнашевой), «Был-былым» (сл. Я. Кулмыя), «Я люблю» (сл. К. Даянаа), «Родная земля» (сл. X. Гиляжева), «Родине моей» (сл. Б. Бикбая), «Лунная дорога» (сл. М. Карима), в вокальном цикле «Урал мой» («Ах, Урал мой» (слова Б. Бикбая), «Горный ручей», «Хвала Уралу» (слова К. Даяна). «Песни гор», «Поднялся я на вершину Урала» (слова Н. Наджми), «Моя Родина-Урал» (слова С. Юлаева), «Кукушка», «Дочь Урала», «Файрузакэй», «Застольная песня», «Сынам Родины», «Байгужа», «Слава победителям» и др.) (на стихи башкирских и татарских поэтов).

Камерно-вокальные циклы

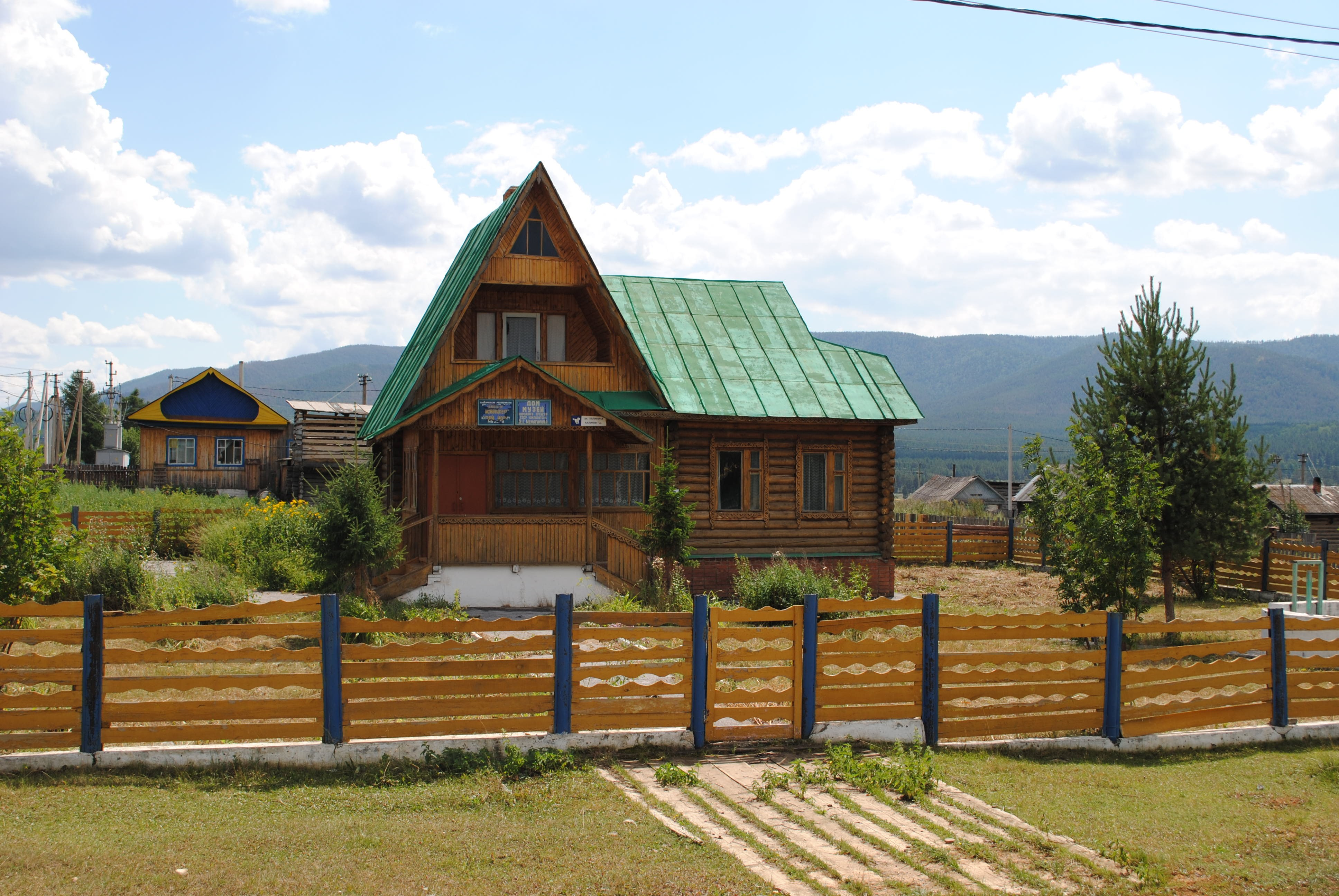
Дом музей в родном ауле

- на стихи С. Юлаева (1977), «Родная земля» (1976) на стихи M. Карима.

Другое
- Вокально-хореографическая сюита «Башкирские нефтяники» (1953), вокально-симфоническая поэма «Бессмертие» (1975), оратория «Мы — победители» (1985), симфоническая увертюра на башкирские народные песни (1950), «Праздничная увертюра» (1979), концерт для фортепиано с оркестром (1986), сочинения для скрипки и фортепиано — «Поэма» (1960), для флейты и фортепиано — соната (1949).
- Инструментальные сочинения и музыка к драматическим спектаклям «Башкирская свадьба» (1940), «Салават» М. Карима (1972), музыка к телефильму «Преображённый край» (1965).

## Память

Памятник Загиру Исмагилову в Уфе

- В октябре 2008 года в Уфе З. Исмагилову открыт памятник, в сквере рядом с Башкирским государственным театром оперы и балета.
- В честь композитора в 2006 году получила название новая улица в микрорайоне Южный Уфы.
- В честь З. Исмагилова названа улица в деревне Серменево Белорецкого района.
- При жизни композитора был открыт музей в деревне Серменево Белорецкого района[4].
- Имя композитора носит Уфимский государственный институт искусств.
- В 2007 году был проведён первый Международный конкурс музыкантов — исполнителей имени З. Исмагилова.